# قلعه حجر بنی حمید
 قلعه حجر بنی حمید  (به عربی:  حصن حجر بنی حمید ) ، 
یکی از قلعه‌های مشهور کشور پادشاهی عمان است، ویکی از (نقاط دیدنی سلطنت عمان) به شمار می‌آید. این قلعه در 
 شهرستان مدحاء  (به عربی:  ولایة مدحاء )       یکی از شهرستانهای  استان مسندم  واقع شده‌است.
 قلعه حجر بنی حمید   در قرن هفدهم میلادی  توسط اشغالگران پرتغالی‌ها   ساخته شده‌است. 
به اعتقاد پیشنیان مردم شهر  (مدحاء)  برج بزرگ دائره‌ای مانند قلعه قبل از ایجاد وبنای اصلی قلعه ساخته شده‌است. قلعه  دارای بارویی محکم از سنگهای مرجانی، گچ  و ملات ساروج  و سه  برج  است، و یکی جاذبهٔ گردشگری  استان مسندم  وشهرستا مدحاء به شمار می‌آید.